# Brevipalpus fenghuangis
Brevipalpus fenghuangis är en spindeldjursart som beskrevs av Ma och Yuan 1982. Brevipalpus fenghuangis ingår i släktet Brevipalpus och familjen Tenuipalpidae. Inga underarter finns listade.